# Hippelates insignificans
Hippelates insignificans är en tvåvingeart som först beskrevs av Malloch 1931.  Hippelates insignificans ingår i släktet Hippelates och familjen fritflugor. Inga underarter finns listade i Catalogue of Life.